# (8721) AMOS
Pour les articles homonymes, voir AMOS.
(8721) AMOS est un astéroïde de la ceinture principale et plus spécifiquement du groupe de Hilda.

## Description
(8721) AMOS est un astéroïde du groupe de Hilda. Il présente une orbite caractérisée par un demi-grand axe de 3,89 UA, une excentricité de 0,03 et une inclinaison de 5,4° par rapport à l'écliptique.

## Étymologie
Cet astéroïde est nommé en référence à l'Air Force Maui Optical and Supercomputing observatory (AMOS).

## Compléments